# طعم جنایات
طعم جنایات (به انگلیسی: Crime Spree) یک فیلم سرقت و کمدی کانادایی-بریتانیایی محصول سال ۲۰۰۳ به نویسندگی و کارگردانی برد میرمن، با بازی ژرار دوپاردیو، هاروی کایتل و خوانندگان فرانسوی جانی هالیدی و رنو است. فیلم مربوط به گروهی از دزدان فرانسوی است که پس از دزدی از خانه یک رئیس مافیای شیکاگو، چیزی بیشتر از تصورشان زدن به دست می‌آورند.

## داستان
گروهی از سارقان فرانسوی به برای انجام یک کار به شیکاگو سفر می‌کنند. اما کارها آنطور که انتظار دارند پیش نرفته و به سرعت همه چیز به هم می‌ریزد…